# Melissa McBride
Melissa Suzanne McBride (Lexington, Kentucky, 1965. május 23. –) amerikai színésznő és visszavonult castingrendező.
Legismertebb alakítása Carol Peletier a The Walking Dead című sorozatban, mellyel a kritikai elismerés mellett számos díjat és jelölést is szerzett, köztük két Szaturnusz-díjat.

## Filmográfia

### Film
| Év   | Magyar cím  | Eredeti cím                        | Szerep                             | Megjegyzések |
| ---- | ----------- | ---------------------------------- | ---------------------------------- | ------------ |
| 1995 |             | Mutant Species                     | Tiffany anyja                      |              |
| 2002 | Oltári fiúk | The Dangerous Lives of Altar Boys  | Mrs. Doyle                         |              |
| 2006 |             | Nailed!                            | több szereplő                      | rövidfilm    |
| 2007 |             | The Promise                        | Stacey Johnson                     | rövidfilm    |
| 2007 | A köd       | The Mist                           | asszony gyermekekkel               |              |
| 2007 |             | Lost Crossing                      | Sheila                             | rövidfilm    |
| 2008 |             | Delgo                              | Miss Sutley / Elder Pearo (hangja) |              |
| 2014 |             | The Reconstruction of William Zero | Dr. Ashley Bronson                 |              |
| 2016 |             | The Happys                         | Krista                             |              |

### Televízió
| Év        | Magyar cím                    | Eredeti cím                   | Szerep                  | Megjegyzések                                                                                |
| --------- | ----------------------------- | ----------------------------- | ----------------------- | ------------------------------------------------------------------------------------------- |
| 1993      |                               | Matlock                       | Darlene Kellogg         | 1 epizód                                                                                    |
| 1994      | Az éjszaka árnyai             | In the Heat of the Night      | riporter                | 2 epizód                                                                                    |
| 1995      |                               | American Gothic               | Holly Gallagher         | 1 epizód                                                                                    |
| 1995      |                               | Her Deadly Rival              | Ellie                   | tévéfilm                                                                                    |
| 1996      | Pszichozsaru                  | Profiler                      | Walker Young            | 1 epizód                                                                                    |
| 1996      |                               | A Season in Purgatory         | Mary Pat Bradley        | tévéfilm                                                                                    |
| 1997      | Walker, a texasi kopó         | Walker, Texas Ranger          | Dr. Rachel Woods        | 2 epizód                                                                                    |
| 1997      | A veszély közelében           | Close to Danger               | Natalie                 | tévéfilm                                                                                    |
| 1997      | Családi tűzfészek             | Any Place But Home            | Brett                   | tévéfilm                                                                                    |
| 1998–2003 | Dawson és a haverok           | Dawson's Creek                | Nina / Melanie          | 2 epizód                                                                                    |
| 1999      |                               | Nathan Dixon                  | Janine Keach            | tévéfilm                                                                                    |
| 1999      | A szilikonvölgy kalózai       | Pirates of Silicon Valley     | Elizabeth Holmes        | tévéfilm                                                                                    |
| 2008      | Élő bizonyíték                | Living Proof                  | Sally                   | tévéfilm                                                                                    |
| 2010–2022 | The Walking Dead              | The Walking Dead              | Carol Peletier          | - főszereplő (102 epizód) - magyar hangja: - Kubik Anna                                     |
| 2013      |                               | Conan (talk show)             | Carol Peletier          | 1 epizód                                                                                    |
| 2017      | Robotcsirke                   | Robot Chicken                 | Carol Peletier (hangja) | 1 epizód                                                                                    |
| 2018      | Fear the Walking Dead         | Fear the Walking Dead         | Carol Peletier          | 1 epizód                                                                                    |
| 2023–     | The Walking Dead: Daryl Dixon | The Walking Dead: Daryl Dixon | Carol Peletier          | - vendégszereplő (1. évad) - főszereplő (2. évadtól) - magyar hangja:[forrás?] - Kubik Anna |

### Castingrendezőként
- The Last Adam (2006)
- The Promise (2007)
- Golden Minutes (2009)
- This Side Up (2009)
- The Party (2010)
- Broken Moment (2010)

## Fordítás
- Ez a szócikk részben vagy egészben  a   Melissa McBride című angol Wikipédia-szócikk fordításán alapul.  Az eredeti cikk szerkesztőit annak laptörténete sorolja fel. Ez a jelzés csupán a megfogalmazás eredetét és a szerzői jogokat jelzi, nem szolgál a cikkben szereplő információk forrásmegjelöléseként.